# HD40071
HD40071 — хімічно пекулярна зоря спектрального класу B9, що має видиму зоряну величину в смузі V приблизно  8,1.
Вона  розташована на відстані близько 817,4 світлових років від Сонця.

## Пекулярний хімічний вміст
Зоряна атмосфера HD40071 має підвищений вміст 
Si
.